# 长果茶藨子
长果茶藨子（学名：Ribes stenocarpum），为虎耳草科茶藨子属下的一个植物种。